# Проблемы Смейла
Проблемы Смейла — список из восемнадцати нерешённых математических проблем, предложенный Стивеном Смейлом в 2000 году. Смейл составил свой список по просьбе Владимира Арнольда, занимавшего в 1995–1998 годах пост вице-президента международного математического союза. Идею этого списка Владимир Арнольд взял из списка проблем Гильберта.

## Список проблем
| №  | Формулировка                                                                    | Комментарий |
| -- | ------------------------------------------------------------------------------- | --- |
| 1  | Гипотеза Римана                                                                 | Не доказана. |
| 2  | Гипотеза Пуанкаре                                                               | Доказана Григорием Перельманом. |
| 3  | Равенство классов P и NP                                                        | |
| 4  | Оценка количества целочисленных корней полиномов от одной переменной            | |
| 5  | Оценка вычислительной сложности решения полиномиальных диофантовых уравнений    | |
| 6  | Конечность количества точек относительного равновесия в небесной механике       | Доказана для частного случая пяти тел Аленом Альбуем (A. Albouy) и Вадимом Калошиным в 2012 году                                                                       |
| 7  | Распределение точек на сфере                                                    | |
| 8  | Расширение математической теории общего равновесия на экономическую теорию      | |
| 9  | Полиномиальный алгоритм для определения допустимости систем линейных неравенств | |
| 10 | Обобщение леммы Пью о замыкании для случая большей гладкости                    | Доказана для определённого класса диффеоморфизмов |
| 11 | Является ли одномерная динамика гиперболичной в общем случае?                   | Решена для вещественного случая |
| 12 | Централизаторы диффеоморфизмов                                                  | Решена для {\displaystyle C^{1}}-топологии Кристианом Бонатти (Christian Bonatti), Сильвеном Кровизье (Sylvain Crovisier) и Эми Уилкинсон (Amie Wilkinson) в 2008 году |
| 13 | Шестнадцатая проблема Гильберта                                                 | |
| 14 | Аттрактор Лоренца                                                               | Решена Уориком Такером при помощи дискретной алгебры. |
| 15 | Существование и гладкость решений уравнений Навье — Стокса                      | |
| 16 | Проблема якобиана                                                               | |
| 17 | Решение систем алгебраических уравнений                                         | Частично решена К. Белтраном и Л. Мигелем Пардо (см. класс BPP), позже решена окончательно                                                                             |
| 18 | Выяснение пределов искусственного и человеческого интеллектов                   | |